# آنسوی آینه (فیلم)
«آنسوی آینه» (انگلیسی: Through the Looking Glass) فیلمی در ژانر شهوانی است به کارگردانی جوناس میدلتن که در سال ۱۹۷۷ منتشر شد. از بازیگران آن می‌توان به جیمی گیلیس اشاره کرد.